# Zandgebak

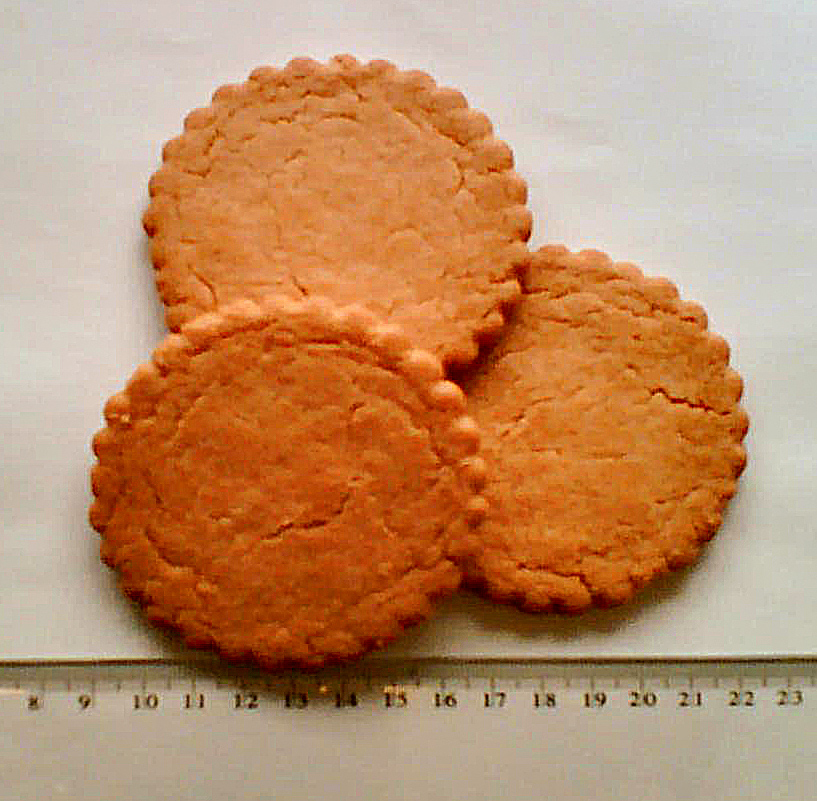
Jodenkoek, een voorbeeld van zandgebak

Zandgebak is een verzamelnaam voor bakproducten die zijn vervaardigd uit zanddeeg.
Het deeg in zandgebak bestaat uit een mengsel van bloem van zachte tarwe die weinig gluten bevat en een fijne structuur heeft, suiker en boter (of margarine) en wordt door zijn kruimelige samenstelling na het bakken vergeleken met zand.
Zandgebakjes komen meestal uit platte lage vormpjes, zodat ze kunnen worden belegd met vruchten, crèmes of amandelspijs. Verschillende soorten taarten kunnen ook gemaakt wordt met zanddeeg, zoals appeltaart, pruimentaart en meer.
Wanneer geen gebruik wordt gemaakt van vormpjes en het deeg plat op de bakplaat is gebakken, hebben we het over zandkoekjes. 
Zandgebak wordt meestal in een oven bereid die niet al te heet is (175 graden Celsius) en heeft een relatief lange baktijd.